# Buxus subcolumnaris
Buxus subcolumnaris är en buxbomsväxtart som beskrevs av Muell. Arg. Buxus subcolumnaris ingår i släktet buxbomar, och familjen buxbomsväxter. Inga underarter finns listade i Catalogue of Life.